# ЯТБ-4А
ЯТБ-4А — советский высокопольный троллейбус для внутригородских пассажирских перевозок производства Ярославского автомобильного завода. Аббревиатура «ЯТБ» означает «ярославский троллейбус» четвертая модель, модификация «а».

## Описание
В 1939 году на Ярославском автомобильном заводе конструкторы решили заменить деревянный кузов на полуметаллический. Новая модель получила индекс ЯТБ-4А. Ходовая часть и электрооборудование которых было аналогично модели ЯТБ-4. Основные изменения касались кузова. Деревянные поперечные балки кузова были заменены металлическими полосами с деревянными вставками, увеличив таким образом жесткость и прочность каркаса. Перекрытие над задним мостом также заменили на металлическое. Внесли изменения в строение бортов, крыши, в наружную и внутреннюю облицовку и отделку салона, кабины, в шасси и электрооборудование. Вес машины был снижен до 7640 кг, а максимальная скорость поднялась до 57,5 км/ч.
Одним из главных достоинств этого троллейбуса стало повышение долговечности кузова.
Внешне новая модель гораздо больше отличалась от ЯТБ-4, чем сам ЯТБ-4 от ЯТБ-2. Так, была изменена форма маршрутных окон, появились габаритные огни, изменилась также и форма лобового стекла. Неудобную наружную дверь в кабину водителя убрали, заменив её входом в кабину из салона. Изменилась конструкция и дизайн пассажирских сидений салона.
Хотя два опытных образца ЯТБ-4А были построены в 1939 году, их серийное производство началось только в начале 1941 года.

## Работа в городах СССР и за рубежом
Троллейбусы ЯТБ-4А работали в городах: Москва (до 1953 года), Баку, Одесса, Ростов на Дону, Сталино и Алма-Ата.